# House of the Dead (Film)
House of the Dead ist ein US-amerikanisch/kanadisch/deutscher Horrorfilm aus dem Jahr 2003, der unter der Regie von Uwe Boll und nach einem Drehbuch von Mark A. Altman und Dave Parker entstand und auf Motiven der gleichnamigen Sega-Spielereihe basiert. Die Dreharbeiten zu dieser Videospieladaption fanden in der Umgebung von Vancouver in Kanada statt. Die Produktionskosten betrugen sieben Millionen US-Dollar. Unter den Schauspielern findet sich hier u. a. Jürgen Prochnow, der auch in anderen Werken Uwe Bolls auftrat.
Die Bundesprüfstelle für jugendgefährdende Medien indizierte die ungekürzte fast 90-minütige Fassung des Films, die zuvor mit einem juristischen Gutachten freigegeben wurde. Darüber hinaus existiert eine kürzere DVD-Version, die von der FSK mit Keine Jugendfreigabe geprüft wurde,  sowie eine weitere Fassung ab 16 Jahren,  die öffentlich verkauft werden dürfen.
2006 erschien der Nachfolgefilm House of the Dead II.

## Handlung
Der Film beginnt mit einem der Hauptdarsteller, Rudy, der chronologisch die Geschichte seiner zuvor getöteten Freunde erzählt.
Die fünf Studenten Greg, Simon, Cynthia, Karma und Alicia wollen das Ende des Frühjahrssemesters mit dem Besuch einer Rave-Wochenendveranstaltung auf der angeblich unbewohnten „Insel des Todes“ des San Juan Archipels vor der Küste Kanadas feiern. Die Gruppe verpasst jedoch die letzte offizielle Fähre, und so bitten sie den einheimischen Skipper und Waffenschmuggler Victor Kirk, sie für eine stattliche Summe zu der geheimnisvollen Insel zu bringen. Nach anfänglichem Zögern willigt dieser, trotz der Warnung seines abergläubischen Bootsmannes Salish, der böse Geister auf der Insel vermutet, schließlich ein. Das Fischerboot des Kapitäns wird dabei unbemerkt von der US-Küstenwache um Jordan Casper verfolgt, die ganz auf sich alleingestellt, ebenfalls das Eiland betritt.
Als die fünf Nachzügler die Insel betreten finden sie statt tanzender Menschenmassen ein menschenleeres, verlassenes und teilweise zerstörtes Camp der Partygäste vor. Mittlerweile ist die Nacht hereingebrochen. Greg und seine Freundin Cynthia beschließen ihre eigene kleine Feier zu veranstalten, während die drei übrigen Freunde die Gegend erkunden und eine mysteriöse Hütte am Waldrand finden. Dort werden sie von ihrem Kommilitonen Rudy, sowie von Liberty und Hugh, zwei weiteren Teilnehmern des Tanzvergnügens aufgelesen, die sie über die Angriffe blutgieriger, reanimierter Leichen, sogenannter Zombies, informieren. Gemeinsam beschließt man zu Greg und Cynthia zurückzukehren, um mit Kirks in einer kleinen Bucht gelegenem Fischerboot die Insel zu verlassen.
Doch ihr Plan scheitert kläglich, da Cynthia unterdessen zum Zombie mutierte und bei ihrer Zusammenkunft den jungen Partygast Hugh anfällt und tötet. Einige Augenblicke später erschießt die plötzlich auftretende Polizistin Casper, vor den Augen der staunenden und fassungslosen Gruppe, die Bestie mit ihrer Dienstwaffe. Die sieben teils unter Schock stehenden Personen flüchten unter dem Kommando der wehrhaften Casper in Richtung Bucht, werden aber abermals von einigen Untoten angegriffen und in Kampfhandlungen verstrickt. Mit Hilfe von Kapitän Kirk raffen sie reihenweise wandelnde Untote nieder und bringen den Angriff der Monster zunächst zum Erliegen. Casper versucht daraufhin gemeinsam mit Greg hilfesuchend das Boot der Küstenwache am anderen Ende der Insel zu erreichen, trennt sich von der Gruppe, vereint sich jedoch nach einer weiteren heftigen Attacke der Wesen, der Greg zum Opfer fällt, wieder mit der Gemeinschaft. Währenddessen stattet Kirk die übriggebliebenen Kämpfer mit geschmuggelten und auf der Insel versteckten Waffen aus. So bewaffnet bahnt sich die schlagkräftige Truppe ihren Weg in ein altes verlassenes Haus, kämpft mit unterschiedlichsten Waffen gegen eine stattliche Anzahl von Ungetümen auf dem vorgelagerten Friedhof und erreicht nach einigem Gemetzel dezimiert das unheimliche Anwesen.
In letzter Not und unter Aufbietung erheblicher Kraft- und Munitionsreserven betritt ein Quintett Überlebender – Rudy, der entstellte Simon, Karma und Alicia zusammen mit dem schwerverletzten Seemann Kirk, der sich aufopferungsvoll später opfert – das Haus, in welches sie zurückgedrängt werden. Sie verschanzen sich und bereiten sich auf den nächsten Ansturm der Ungeheuer vor, doch dieser bleibt aus. Im ehrwürdigen Gemäuer finden die Kämpfer ein allerklärendes Buch, von einem aus Spanien verbannten Wissenschaftler namens Castillo, der einst die Besatzung eines Schiffes ermordete, auf der Insel strandete, sämtliche Einwohner versklavte oder zu seelenlosen Zombies verwandelte. Auf der Suche nach Waffen und Nahrung entdecken die unverletzten bald ein Labor mit Körpern von Untoten, die sie versehentlich erwecken und in den Keller des Hauses fliehen.
Simon sprengt den Zugang zum Keller in selbstmörderischer Absicht, indem er gelagertes Schwarzpulver entzündet und den drei verbliebenen Gefährten so sicheres Geleit verschafft. In der folgenden sehr heftigen Explosion wird der oberirdische Teil des Hauses fast vollständig zerstört, während die drei Studenten in den weitläufigen Katakomben des Hauses Unterschlupf finden. Doch die vermeintliche Sicherheit trügt. Karma stirbt nach weiteren Scharmützeln mit untoten Monstern, bis das Duo um Rudy und Alicia auf den alternden Castillo trifft. In einem finalen Kampf außerhalb des Kellerraumes schlägt Rudy Castillo den Kopf mit der Axt ab, dem es  zuvor gelang Rudys Ex-Freundin Alicia zu töten. Am Ende des Films reanimiert Rudy seine geliebte Alicia, als ein Hubschrauber mit einer Spezialeinheit eintrifft, die die beiden in ihre Heimatstadt bringt.

## Kritiken
Der Film stieß auf sehr schlechte Kritik. House of the Dead befindet sich mit nur 2,5 von 10 Punkten (bei über 37.000 Bewertungen) auf Platz 7 der 100 am schlechtesten bewerteten Filme in der Internet Movie Database.

„Adaption eines Video-Ballerspiels für schlichte Actiongemüter. Weder Regie noch Buch und Darsteller lassen sich mit herkömmlichen filmischen Maßstäben messen.“

„Regisseur Uwe Boll (‚Alone in the Dark‘) nahm das gleichnamige Zombie-Video-Spiel als Vorlage für eine Blut-und-Baller-Orgie. Doch Story und darstellerische Leistungen gerieten dünn wie die Original-Pixelgrafiken des Ego-Shooters (Fortsetzung ist geplant). Kleiner Tipp: Indie-Rockröhre Bif Naked hat einen Gastauftritt als DJ. Fazit: Ein Zombie von einem Film: absolut hirnlos.“

„Teenager gegen Zombies in einer anspruchslos unterhaltsamen Spielfilmversion von Segas gleichnamigem Ballerspiel.“

„Da mag die Originalvorlage bereits ziemlich sinnfrei gewesen sein, der Film zum Spiel kann keinen dramaturgischen oder unterhaltungstechnischen Anreiz liefern, sich die knapp neunzig Minuten Schlachtpalette – mit dramaturgisch diskussionswürdigem Ende – bis zum Ende anzusehen.“